# Juan María Medina Ayllón
Juan María Medina Ayllón, (Villanueva de la Reina (Jaén), 17 de agosto de 1943-Barcelona, 4 de abril de 2022) fue un escultor español.

## Biografía
En el año 1962 se estableció en Barcelona, donde estudió en la Escuela Llotja y se licenció en la facultad de Bellas Artes de San Jorge de la Universidad de Barcelona. Desde 1987 fue profesor de Talla de Madera en el departamento de escultura de la escuela Llotja.

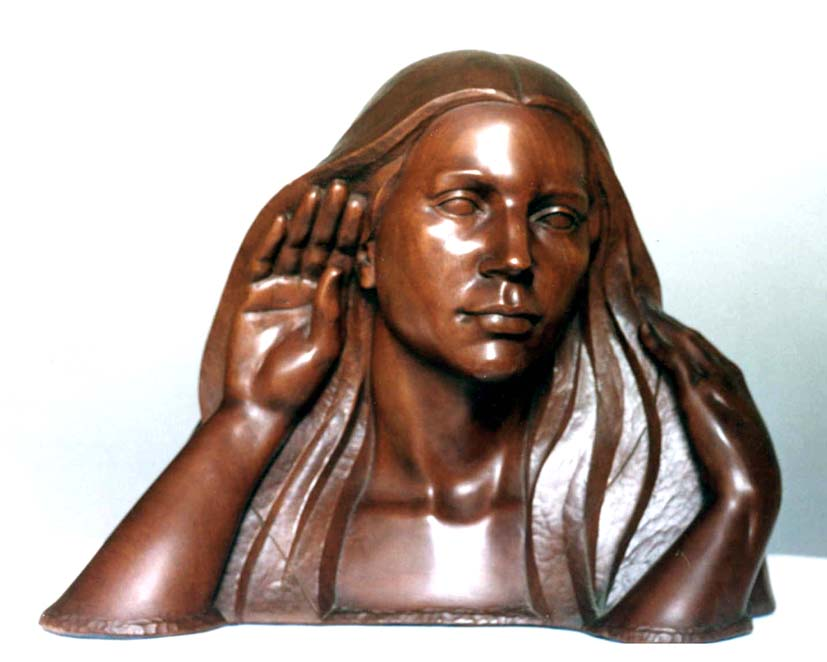
Sensibilidad de Medina Ayllón.

Realizó exposiciones en diversos países europeos y americanos, y encargos como el Cristo Resucitado para la iglesia de San Paciano en San Andrés de Palomar (Barcelona), monumento en San Julià de Llor i Bonmatí (Gerona) al fundador del municipio, la reconstrucción de dos coronas góticas para el Salón del Consejo de Ciento 
de la Casa de la Ciudad de Barcelona, los modelos de los ángeles-lámpara para el Teatro de la Vieja Opera de Fráncfort del Meno y un Cristo Yacente para el ayuntamiento de Villanueva de la Reina (Jaén).
Autor de un libro sobre talla de madera, de carácter didáctico, en el que además de un completo número de ejercicios para progresar en el campo de la talla se explica la novedad del método Medina para ampliación por puntos de una escultura.
En el año 2008 recibió el Diploma de Maestro Artesano en la especialidad de escultor otorgado por la Generalidad de Cataluña.

## Obras en Museos

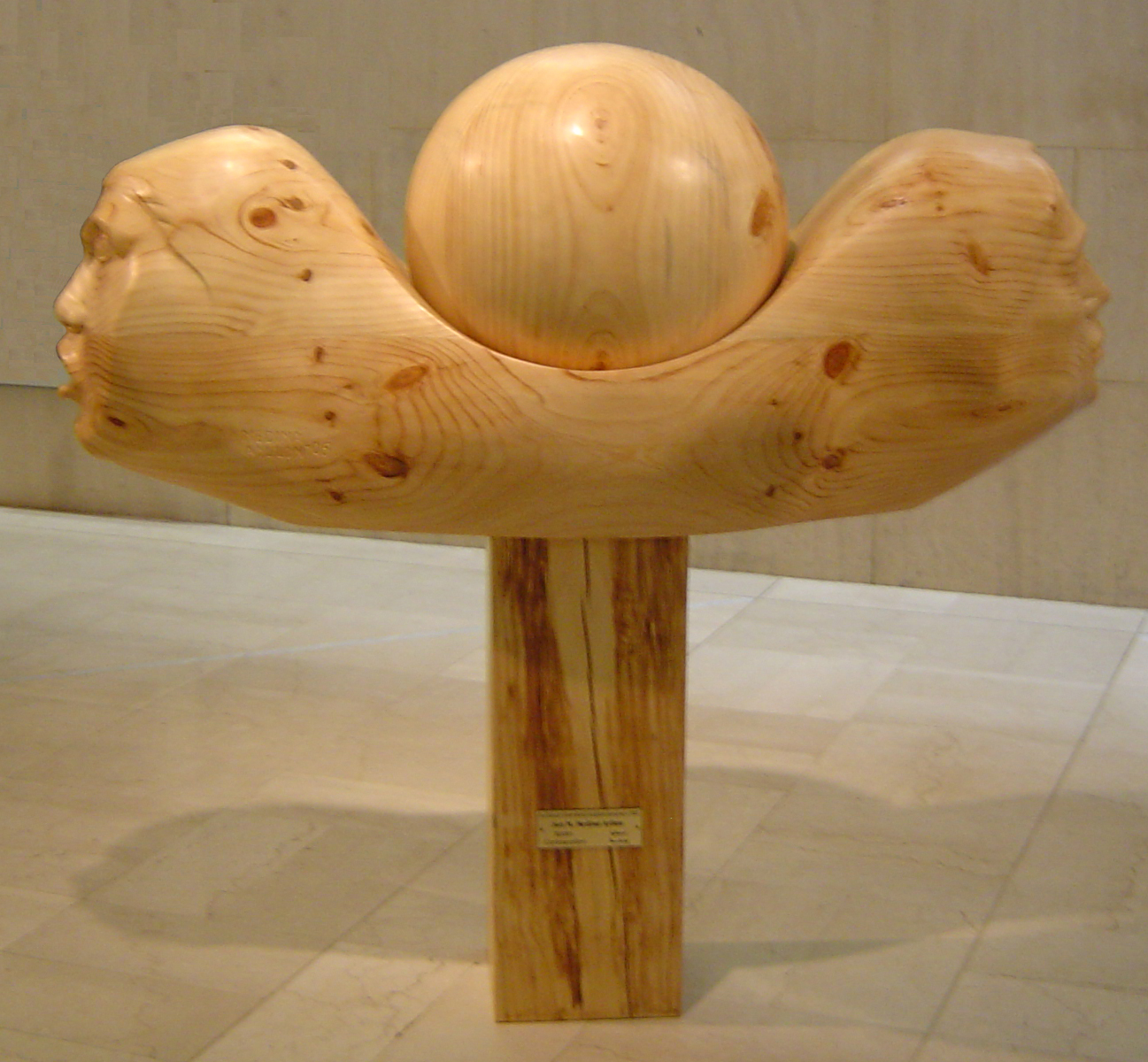
Contraposición en Bahrain de Medina Ayllón.

- La Primavera. Museo de Bellas Artes. Asunción (Paraguay)
- Eva. Museo de Escultura . Kemijärvi (Finlandia)
- Contraposición. Museo Nacional de Arte. Bahrain
- Primavera. Ayuntamiento de Bardonecchia-Turín (Italia)
- El Rapto de Europa. Ayuntamiento de Sennori (Cerdeña)
- Venus Europea. Ayuntamiento de Salou (Tarragona)
- Cuatro Elementos. Jardín público. St. Blasien (Alemania)
- El Atleta. Parque Los Barrancos. Alloza (Teruel)[3]

## Premios
- 1980 Premio Costa Brava de Palamós (Gerona)
- 1982 Premio Torre de Plata en Martorell (Barcelona)
- 1987 Primer premio de Escultura en Madera. Bardonecchia. Italia
- 1991 Premio del Público y Premio de los Escultores en la I Trienal Internacional de Resistencia (Argentina)[4]
- 1992 Medalla Josep Llimona de Barcelona
- 1994 Premio de los Escultores. Asunción (Paraguay)
- 1995 Premio del Público en St. Blasien (Alemania)
- 2001 Premio Margarita Sans del Cercle Artístic de Sant Lluc de Barcelona
- 2005 Medalla Josep Llimona. Barcelona
- 2010 Premi extraordinari al «Primer Encuentro de Talla madera en Ripollet» (Barcelona)
- 2011 Invitado de Honor al XVII Salón Internacional de Art de Argelès-sur-Mer (Francia)[5]